# Justina Francucci Bezzoli
Justina Francucci Bezzoli (Italia, Arezzo, 1260 -Italia, Arezzo , 12 de marzo de 1319) fue una religiosa italiana de la  Orden de San Benito. Su culto como beata fue confirmado por el Papa León XIII en 1891.

## Biografía
A los trece años abrazó la vida religiosa entre los benedictinos del monasterio de San Marco y luego pasó a la de Todos los Santos. Deseando llevar una vida más austera, se retiró a una celda en el castillo de Civitella, donde vivía otra reclusa llamada Lucía, y permaneció allí incluso después de la muerte de su pareja.
Ya de grande y agotada por las penitencias, tuvo que salir de su celda y fue acogida en el monasterio de San Antonio de Arezzo, donde murió.

## El culto
El Papa León XIII , por decreto del 14 de enero de 1891, confirmó el culto con el título de beata.
Su elogio se puede leer en el martirologio romano del 12 de marzo.